# Pionýr (Česko)

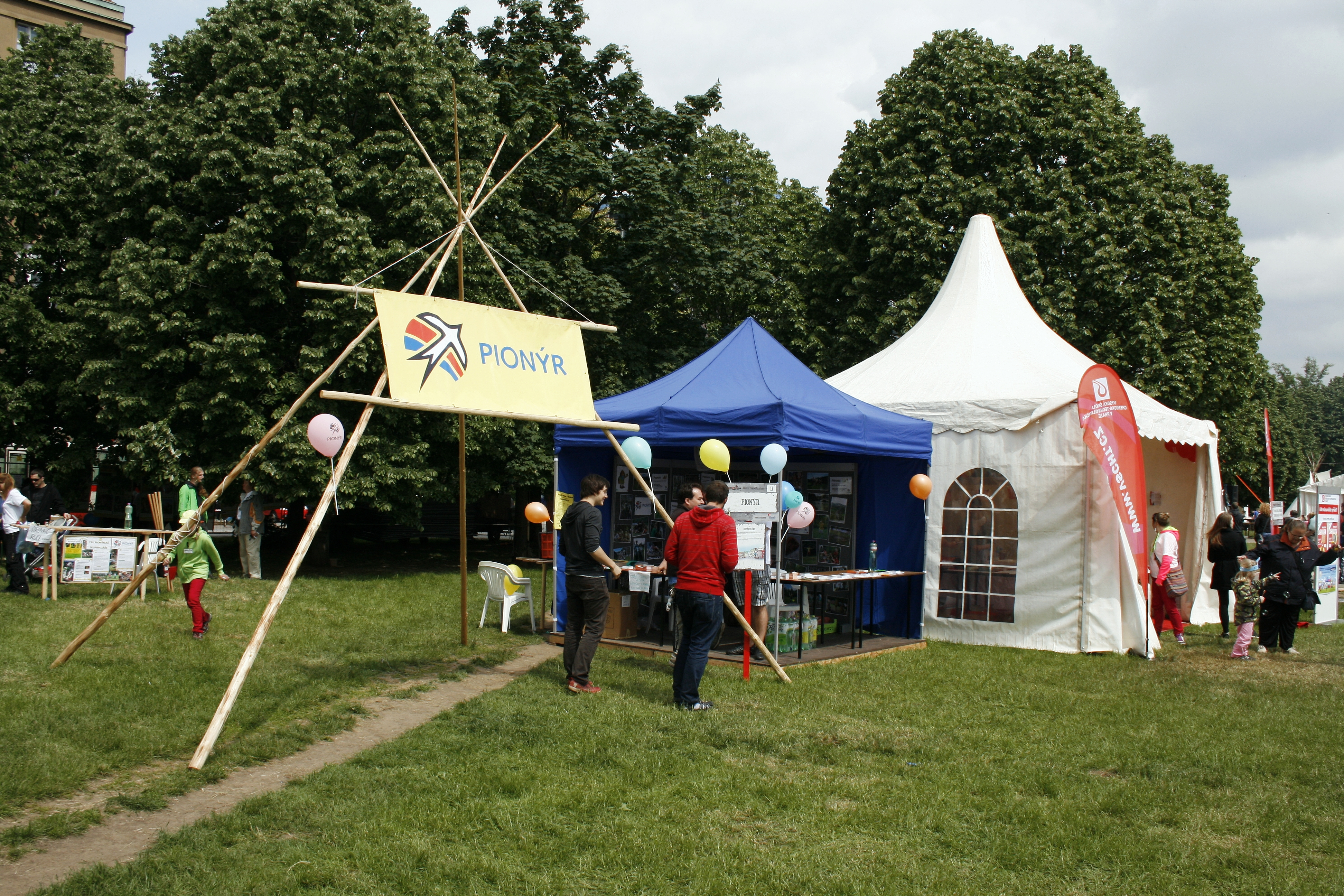
Prezentace sdružení na pražské Bambiriádě 2013

Pionýr je český spolek dětí, mládeže a dospělých. Jako nestátní nezisková organizace vyvíjí veřejně prospěšnou činnost v oblasti neformálního vzdělávání a výchovy dětí a mládeže ve volném čase, zabývá se i osvětovou a charitativní činností. Je zakládajícím členem České rady dětí a mládeže a členem mezinárodní organizace IFM-SEI. Vznikl v lednu 1990 přeměnou z PO SSM.
Pojem pionýr vyjadřuje podle představitelů organizace myšlenku moderního, průkopnického, ideu hledání a touhy po poznání. Pojmenování pionýr označuje i v mezinárodním pojetí člověka – objevitele nových cest, směrů a hlasatele pokrokových myšlenek.
Pionýr je druhým největším spolkem dětí, mládeže a dospělých v České republice. Působí ve všech krajích republiky, oddíly a kluby se nacházely v roce 2005 na více než devíti stech místech. V roce 2019 měl spolek 14 664 členů organizovaných v 260 pionýrských skupinách a 5 pionýrských centrech, pod které spadalo celkem 508 oddílů a 102 klubů. Nejčastější činností jsou celoroční oddílové schůzky a výpravy, letní tábory a aktivity volnočasových klubů. Část aktivit je otevřena i pro nečleny.
Spolek je řadu let držitelem titulu Organizace uznaná MŠMT pro oblast práce s dětmi a mládeží, který ministerstvo přiděluje organizacím jako formu státní garance kvality činnosti organizace a současně morálním oceněním činnosti NNO.

## Historie
První organizace mládeže na světě, mající ve svém názvu Pionýr, existovala v Sovětském svazu od roku 1919. Oficiálně byla sovětská Pionýrská organizace založena na V. sjezdu Ruského komunistického svazu mládeže dne 19. května 1922. Komunistická strana Československa hledala po převzetí moci v únoru 1948 organizaci, s jejíž pomocí by bylo možné působit na mládež. Nejprve se k tomuto účelu pokusila využít Sokol a potom i Junák, jehož ústředí bylo 25. 2. 1948 násilně nahrazeno prokomunistickým „Akčním výborem ústředí Junáka“. Z výnosu Ministerstva školství a osvěty pak začaly vznikat první Pionýrské oddíly Junáka. Tato snaha ovšem nebyla příliš úspěšná, většina skautských oddílů se raději rozpadla nebo přešla do ilegality. Následně pak na slučovací konferenci ČSM dne 24. 4. 1949 vznikla Pionýrská organizace ČSM jako samostatná organizace. V roce 1970 proběhl takzvaný sjednocovací proces dětského hnutí – dvě největší existující dětské organizace – samostatný Pionýr a obnovený Junák – oficiálně zanikly, a organizační jednotky těchto sdružení přešly do nové organizace s názvem Pionýrská organizace Socialistického svazu mládeže, která byla podřízená KSČ.
Od roku 1990, tedy po pádu totalitního režimu, organizace pokračuje ve své činnosti jako samostatný spolek Pionýr. Rozhodnutí o obnově samostatného Pionýra, navazujícího na činnost v letech 1968 až 1970, padlo na mimořádné konferenci pionýrských pracovníků v lednu roku 1990. Organizace vyšla z pedagogických a výchovných, nikoli však ideologických tradic pionýrského hnutí a navázala na činnost oddílů a skupin. Pionýr na počátku 90. let v porovnání s přecházejícími dvaceti lety naprosto změnil svoji ideologii, vymezení, i účel, změnou prošly i některé jeho jednotící prvky (kroj, nové logo – v roce 2007 kompletně přepracováno a povýšeno na znak -, maskot, rovněž navrátil původní význam svému odznaku). Nikterak se nepodílí na prosazování komunistické ani jiné politické ideologie, stejně tak se nehlásí k žádné politické straně.
 Své historii se věnuje formou dobových dokumentů na svých stránkách. Pionýr byl v roce 1998 spoluzakladatelem České rady dětí a mládeže. Pro svou vnitřní potřebu vydává od roku 1992 barevný měsíčník formátu A4 Mozaika Pionýra.

## Vymezení a účel Pionýra
- Pionýr je demokratický, dobrovolný, samostatný a nezávislý spolek dětí, mládeže a dospělých.[9]
- Zabývá se osvětovou, výchovnou, vzdělávací, charitativní činností; obhajobou a uspokojováním zájmů a oprávněných potřeb dětí a členů spolku. Podporuje tvorbu a naplňování zejména sociálních, kulturních a sportovních programů především s ohledem na ochranu práv dětí a rozvíjení jejich zájmové činnosti.
- Hlásí se k Úmluvě o právech dítěte a Listině práv a svobod a podílí se na naplňování jejich zásad.
- Podporuje českou státnost. Vede své členy k aktivnímu občanství a kladným morálním hodnotám.
- Umožňuje svým členům i dalším účastníkům svých aktivit uspokojovat jejich zájmy a potřeby prostřednictvím všestranné činnosti v různorodých, převážně dětských kolektivech při pravidelné celoroční činnosti, prázdninových a dalších volnočasových aktivitách, včetně mezinárodních. Nabídkou aktivního využití volného času dětí a mládeže pomáhá v boji proti kriminalitě, různým druhům závislostí a dalším sociálně patologickým jevům působícím na děti a mládež.
- Svou činnost zabezpečuje zejména prostřednictvím práce dobrovolných pracovníků, jimž zajišťuje servisní zázemí. Prostřednictvím systému přípravy zajišťuje odbornou způsobilost a vzdělání pro vedení kolektivů dětí a mládeže a pro odborné a speciální funkce ve všech oblastech činnosti spolku.
- Podporuje a rozvíjí spolupráci s organizacemi a sdruženími dětí a mládeže v České republice a v zahraničí.
- Pro dosažení účelů spolku může vykonávat zejména vydavatelskou a nakladatelskou činnost, grafické a kresličské práce, vyrábět hry a hračky, poskytovat ubytovací služby, agenturní činnost v oblasti kultury a umění, pořádat výstavy, veletrhy, přehlídky a obdobné akce, pořádat odborné kurzy, školení a jiné vzdělávací akce včetně lektorské činnosti, pořádat kulturní produkce, zábavy a provozovat zařízení sloužící k zábavě, organizovat sportovní a turistické akce.

## Organizační výstavba
1. Pionýrský oddíl je základní organizační jednotkou spolku. Skládá se z členů oddílu a vedoucího. Oddíl musí prokazovat pravidelnou, systematickou celoroční výchovnou činnost kolektivu dětí a mládeže. Oddíl spadá pod pionýrskou skupinu, pionýrské centrum či územně příslušnou organizaci Pionýra.
2. Volnočasový klub je zvláštní základní organizační a výchovnou jednotkou spolku. Jeho posláním je výchovná činnost, zejména s neorganizovanými dětmi a mládeží. Klub vyvíjí pravidelnou činnost, zpravidla však obsahově nenavazující, která umožňuje i jednorázovou nebo nepravidelnou účast na činnosti klubu.
3. Pionýrská skupina (zkratka PS) má za účel řídit a organizačně, informačně a finančně zajišťovat oddíly, které registrovala. Pionýrská skupina má na rozdíl od oddílu a volnočasového klubu právní subjektivitu. Pionýrská skupina musí mít minimálně 15 členů do 26 let, přičemž minimálně dva z nich musí být starší 18 let (vedoucí a hospodář skupiny).
4. Pionýrské centrum (zkratka PC) je zvláštní organizační jednotkou Pionýra. Centrum řídí a zajišťuje oddíly, které registrovalo. Vztahují se na něj stejná ustanovení jako na PS, není-li stanoveno jinak.
5. Krajská organizace Pionýra (zkratka KOP) je organizační jednotka členěná dle státoprávního uspořádání ČR. Jejím smyslem je řídící, organizační a finanční zajištění pionýrských skupin, pionýrských center, oddílů či klubů, které registrovala. KOP má právní subjektivitu.
6. Celostátní úroveň Hlavními orgány spolku Pionýr jsou:
  - Výroční zasedání Pionýra je nejvyšším orgánem spolku Pionýr a je svoláváno předsedou Pionýra na návrh ČRP nejméně jednou za pět roky. Účastní se ho zástupci všech pionýrských skupin a pionýrských center.
  - Česká rada Pionýra zkratka (ČRP) je tvořena delegáty KOP a řídí spolek mezi výročními zasedáními Pionýra.
  - Předseda Pionýra je statutárním orgánem spolku Pionýr, je oprávněn za něj jednat ve všech směrech a je členem výkonného výboru České rady Pionýra.
  - Výkonný výbor České rady Pionýra (zkratka VV ČRP) je výkonným orgánem České rady Pionýra, uskutečňuje usnesení výročního zasedání Pionýra a České rady Pionýra, řídí činnost spolku Pionýr mezi jednáními České rady Pionýra.

Vedoucí, zástupci vedoucího, instruktoři, hospodář, revizor a ostatní funkcionáři voleného orgánu musí se svou funkcí písemně souhlasit, musí být seznámeni s právy a povinnostmi s funkcí spojených, v okamžiku jmenování musí být členy spolku a musí mít kvalifikaci stanovenou vnitřní směrnicí spolku. Oddílový vedoucí a zástupci oddílového vedoucího, revizoři, volení zástupci a ostatní funkcionáři musí dosáhnout věku 18 let, instruktoři věku 15 let.

## Ideály Pionýra
Program Pionýra definuje následujících sedm pionýrských ideálů.
- Pravda – Pionýr chrání pravdu, je spravedlivý, plní dané slovo a hraje fér.
- Poznání – Pionýr si osvojuje vědění, znalosti a dovednosti, poznává okolní svět i sám sebe.
- Přátelství – Pionýr je přátelský a ohleduplný, naslouchá ostatním, umí spolupracovat.
- Pomoc – Pionýr pomáhá ostatním nezištně a z přesvědčení, je solidární, zastává se slabších.
- Překonání – Pionýr se nebojí překážek, je statečný a nepodléhá pohodlnosti.
- Příroda – Pionýr chrání život na Zemi, objevuje krásy přírody a učí se žít v souladu s ní.
- Paměť – Pionýr poznává dějiny svého národa i celého lidstva, chová v úctě tradice a historii.

## Práva a povinnosti člena

### Práva
- vybrat si kolektiv, používat jednotící prvky Pionýra;
- spolurozhodovat o činnosti a podílet se na řízení oddílu, pokud je v něm registrován;
- spolurozhodovat o činnosti a podílet se na řízení hlavního nebo pobočného spolku, pokud byl zvolen do stanovami definovaného funkce;
- být volen;
- odvolat se proti rozhodnutí, kde to stanovy připouštějí;
- využívat výhod spolku;
- hmotně podporovat spolek;
- vystoupit se spolku.

### Povinnosti
- uskutečňovat ideály a cíle spolku;
- hájit dobré jméno spolku;
- registrovat se;
- účastnit se aktivně činnosti;
- plnit požadavky svého kolektivu;
- naplňovat Program Pionýra;
- platit členské příspěvky.

## Jednotící prvky
Pionýr, jeho pobočné spolky a členové používají tyto základní jednotící prvky:
- název,
- znak, kterým je vpravo vzhůru směřující vlaštovka na pozadí trikolory.

Mimo to mohou být využívány další jednotící prvky:
- odznak, kterým je otevřená kniha a státní vlajka na pozadí s plameny (dříve znak),
- maskot,
- pozdrav,
- součásti oděvu (kroj, oddílová trička…),
- značení (nášivky, domovenka…).

## Akce a soutěže Pionýra
Oddíly a jejich vedoucí vycházejí při sestavení oddílových plánů z nabídkových programů činnosti a kalendáře akcí a soutěží, které na jednotlivé programy navazují.

### Nabídkové programy
- Výpravy za poznáním jsou programy určené všestranným oddílům. Jedná se o soubor čtyř programů na jeden školní rok pro jednu věkovou kategorii (Mláďátka a Zvířátka, Putování se psem, Tajemství staré truhly, Osmá planeta).
- Oáza je dlouhodobá etapová hra, která přináší do kluboven přátelství a příznivou atmosféru.
- Život oddílu učí děti zapojovat se do tvorby náplně činnosti jejich oddílu.
- Pionýrský geocaching je pro všechny, kteří mají rádi dobrodružství, přírodu a turistiku.
- PTO – pionýrské tábornické oddíly navštěvují děti, které mají rády pobyt v přírodě.
- Apollónovy hry jsou náměty určené oddílům, které se zabývají kulturou a uměním.

### Soutěže
- Pionýrský Sedmikvítek je kulturně-umělecká soutěž pro kolektivy a jednotlivce, která tradičně oslovuje i širokou řadu kolektivů a jednotlivců mimo Pionýr. Jedná se o ucelený postupový systém od základních kol až po republiková finále. Původních sedm oblastí (kvítků) se postupně rozšířilo na dnešních devět soutěží: Dětská Porta, Divadlo, Film, foto, video, Folklórní tanec, Hudba, Literatura, ProRock, Výtvarná a rukodělná činnost, Tanec.
- O putovní pohár zlaté růže – je otevřená soutěž v uzlování pro děti a mládež ve věku od 7 let.
- Sportovní turnaje v tradičních i netradičních sportech probíhají na různých místech naší republiky.
- Sami o sobě je soutěž, kdy členové Pionýra soutěží v tom, jak píší, fotí, točí příspěvky do médií a prezentují tak své oddíly a skupiny.
- Soutěž etapových her je určena těm, kteří se chtějí podělit o své nápady a náměty k táborové a celoroční činnosti.
- Pionýrská stezka je soutěž zaměřená na všestranný rozvoj různých dovedností a znalostí z oblasti turistické, tábornické, sportovní, přírodovědné, kulturně umělecké i technické.
- BHCO – branná hra Cesta odhodlání je netradiční otevřená dobrodružná soutěž. Týmy odvážných a samostatných dětí tráví víkend (včetně noci) putováním v přírodě a plněním nejrůznějších úkolů (stavba bivaku, vaření v přírodě, první pomoc, střelba z luku, slaňování skály či pochod podle azimutu.)

### Republikové akce
- Republikové setkání pionýrských oddílů (RESET) je víkendové setkání pionýrských oddílů z celé naší vlasti, které se koná každé dva roky na jiném místě. Cílem je nejen návštěva turistických zajímavostí, ale i poznání oddílů z různých koutů republiky.
- Ledová Praha v období pololetních prázdnin vítá návštěvníky z celé České republiky a nabízí zvýhodněná vstupné do pražských památek a dalších zajímavých míst.
- Děti dětem hrají a zpívají pro radost. Koncert je vyvrcholením soutěže Pionýrský Sedmikvítek.
- Pionýr Open je desetidenní festival otevřených kluboven a akcí, který nabízí dětem a rodičům možnost vyzkoušet si, jak to chodí u pionýrů.

### Projekty
- Zdravá pionýrská krev Záměrem akce je propagace dárcovství krve ve prospěch těch, kteří to potřebují. V jejím rámci mohou členové se svými přáteli a rodiči dětí darovat krev na transfúzních stanicích po celé zemi.
- Opravdu dobrý tábor nabízí ucelený soubor informací pro rodiče i vedoucí.
- Parťáci je projekt pro opravdovou integraci dětí ze zařízení institucionální výchovy.

## Odměny a vyznamenání Pionýra
Odměny a vyznamenání ve spolku Pionýr patří členům Pionýra (dětem i dospělým), kolektivům, pionýrským skupinám či orgánům, které dosahují významných výsledků ve své činnosti pro děti a mládež, i nečlenům, kteří pionýry výrazně podpořili.
Nejvyšší pionýrské vyznamenání je Křišťálová vlaštovka. Uděluje se každý rok pouze jedna (s výjimkou udělování in memoriam) členům nad 26 let za práci pro Pionýr i v Pionýru.
Držitelé Křišťálové vlaštovky:
- 2025: Vlasta Vasková
- 2024: Daniela Janáčková
- 2023: Rudolf Zeus
- 2022: Darina Zdráhalová
- 2020: Kateřina Brejchová
- 2019: Marcela Hrdličková
- 2018: Jan Pangrác
- 2017: Josef Matoušek
- 2016: Lee Louda
- 2015: Miroslava Horňáková
- 2014: Ludmila Šedivá
- 2013: Libuše Nejedlá
- 2012: Petr Halada
- 2011: Olga Koukalová
- 2010: Jiří Vostřel
- 2010 in memoriam: Jindřiška Bornová, Ludmila Brynychová
- 2009 in memoriam: Miloš Vysoký
- 2008: Vladimír Farský
- 2007: Pavla Špírková
- 2006: Josef Sládeček
- 2005: Anna Kosaková
- 2004: Martin Bělohlávek
- 2003: Bohuslav Kühnel
- 2002: Markéta Svobodová
- 2001: Jaroslav Dobiáš, František Křížek
- 2001 in memoriam: Miroslav Dumbrovský, Antonín Pospíšil

## Kauza Kverulant.org ohledně financování Pionýra
V červenci 2020 přišla organizace Kverulant.org s obviněním z údajně "zfixlovaného poskytování dotací Pionýrům", které následovala série útočných příspěvků na facebookové stránce organizace. Organizace svá obvinění stavěla na kontrole Nejvyššího kontrolního úřadu (NKÚ) provedené v roce 2017. Ta byla zaměřená na prostředky, které stát poskytl na podporu práce s dětmi a mládeží mezi lety 2014–2016. V rámci této kontrolní akce NKÚ provedl kontroly u 14 příjemců dotací – spolků pracujících s dětmi a mládeží. U osmi z těchto spolků, mezi nimi i u Pionýra, NKÚ našel dílčí pochybení. V rámci celkové částky 77 miliónů přidělené v tomto období na projekty Pionýra nalezl NKÚ chyby u dvou účetních položek. V případě těchto nálezů se však jednalo o formální pochybení, nikoliv o snahu o podvod či obohacení se, což potvrdila Policie ČR, která případ odložila. S ohledem na to ani MŠMT neuplatnilo vůči Pionýru následné možné dotační sankce a Ministerstvo financí dokonce prominulo významnou část příslušné vratky do státního rozpočtu.
Na obranu Pionýra vůči útokům organizace Kverulant.org vystoupil například předseda České rady dětí a mládeže Aleš Sedláček nebo významný český skaut a novinář Jiří "Edy" Zajíc.
S ohledem na množství pochybení v rámci kontroly i ostatních příjemců dotací ale NKÚ vyčetl MŠMT, že v rámci ministerstva nefungoval vůči příjemcům těchto dotací v letech 2014–2016  vnitřní kontrolní systém a kontrola ministerstva tak nebyla prováděna v potřebné kvalitě, zároveň výběr podpořených projektů nebyl dle NKÚ transparentní. V následujících letech však MŠMT metodiku upravilo a v  současnosti (rok 2020) již postupuje dle metodiky zveřejněné na webových stránkách ministerstva, která obsahuje jasná hodnotící kritéria a indikátory, čímž adresuje výtky ze strany NKÚ.
Kverulant oslovil Ministerstvo školství již v červnu 2020 s požadavkem, aby dostal kopie grantových žádostí a seznam členů komise, kteří o dotacích pro mládež rozhodli. Domníval se totiž, že mezi nimi byli i zástupci Pionýra. Ministerstvo Kverulantovi informace nedalo. Proti jejich neposkytnutí podal Kverulant na konci srpna 2020 stížnost ministrovi. Marně a Kverulant proti tomuto rozhodnutí podal žalobu. Městský soud v Praze rozsudkem z 31. března 2023 Kverulantovi nevyhověl. Ve věci sdělení totožnosti členů komise, která rozhodovala o dotacích pro Pionýra, provedl soud test proporcionality. Zvažoval, zda je důležitější zájem veřejnosti, reprezentovaný zde Kverulantem, znát jména osob, které rozhodují o veřejných penězích nebo zájem těchto osob zůstat v anonymitě. Soud došel k závěru, že ochrana soukromí má přednost. Kverulant neuspěl ani s požadavkem na poskytnutí kopií grantových žádostí. Kverulant veřejně oznámil, že svou při prohrál, ale dobře vyargumentované rozhodnutí soudu respektuje a odvolávat se proti němu nebude.